# Reinhard Frank (Rechtswissenschaftler)

Reinhard Frank

Reinhard Frank, seit 1912 von Frank, (* 16. August 1860 in Reddighäuser Hammer; † 21. März 1934 in München) war ein deutscher Straf- und Völkerrechtler.

## Leben
Sein Vater Wilhelm (1829–1889) war Hammerbesitzer im hessischen Hinterland. Ein Vetter war Otto Frank. Da der Vater wollte, dass er Kaufmann werden sollte, besuchte er seit 1871 ein Realprogymnasium in Biedenkopf. Frank wechselte dann auf die Realschule in Groß-Umstadt. Um studieren zu können, besuchte er das Gymnasium Philippinum in Marburg ein und legte 1879 das Abitur ab. 1880 war er Einjährig-Freiwilliger im hessischen Jägerbataillon in Marburg; die oftmals übliche Karriere als Reserveoffizier strebte er nicht an.
Frank studierte in Marburg zunächst ein Semester Philologie und Mathematik, wechselte dann zur Rechtswissenschaft. In seiner Studienzeit war er in der Verbindung Germania Marburg (seit 1899 Marburger Burschenschaft Germania) aktiv. Er studierte zwei Semester 1881/82 in München. Frank war dort Hörer von Holtzendorff, dessen Lehrstuhl er 1913 einnahm. Von Brinz’ Vorlesungen hatte er den Eindruck, dass dieser Jhering ablehnte. Danach ging er nach Kiel. Dort bestand er 1883 die erste juristische Prüfung. In seiner Zeit als Referendar in Battenberg und Marburg lernte er Franz von Liszt kennen, bei dem er 1886 promovierte und sich 1887 in den Fächern Strafrecht, Zivilprozessrecht und Kirchenrecht habilitierte. Ab 1881 rezensierte er in der Lisztschen „Zeitschrift für die gesamte Strafrechtswissenschaft“. Das Referendariat hat er nicht vollendet. Der modernen Schule Liszts gegenüber nahm er eine vermittelnde Stellung im Sinne Adolf Merkels ein.
Als sein Vater 1889 starb, übernahm Frank die Leitung des Unternehmens. Am 27. März 1890 heiratete er die Pfarrerstochter Antonie Richter. 1913 fusionierte er den Hammer mit der Adolfshütte in Niederscheld, das ebenfalls der Familie gehörte, zum Familienunternehmen der Frank’schen Eisenwerke. Mit nur 29 Jahren wurde Frank 1890 in Gießen ordentlicher Professor (Nachfolger Benneckes). Das angebotene „Reichstagsmandat des Kreises Gießen“ lehnte er 1897 ab. 1899 nahm er den Ruf nach Halle auf den Lehrstuhl Liszts an. 1902 ging er nach Tübingen. Dort wurde er 1919 Ehrenmitglied der Tübinger Burschenschaft Derendingia.
In den Jahren 1902 bis 1914 arbeitete Frank an der ersten Strafrechtsreform in Deutschland seit 1871 mit. Ab 1902 bearbeitete er in dem vom Reichsjustizamt berufenen Strafrechtskomitee herausgegebenen sechzehnbändigen Werk „Vergleichenden Darstellung des deutschen und ausländischen Strafrechts“ den Abschnitt über Vollendung und Versuch im Allgemeinen Teil und Erpressung und Raub im Besonderen Teil. Parallel arbeitete ab 1906 eine Kommission aus Beamten, die 1909 einen „Vorentwurf“ vorstellte. Da ihn der von Praktikern ausgearbeitete Entwurf nicht befriedigte, beteiligte er sich an der Ausarbeitung eines Alternativentwurfs. An der zweiten Kommission von 1911 bis 1913 war beteiligt. Einen Ruf an die Universität Straßburg lehnte Frank 1913 ab.
1914 ging er nach München. Mit ihm ging beinahe zeitgleich auch der befreundete Beling, der ihm seine „Lehre vom Verbrechen“ gewidmet hat. Befreundet war er auch mit Philipp Heck, der ihm sein Schuldrechtslehrbuch gewidmet hat. Während des Ersten Weltkrieges rechtfertigte Frank die Verletzung der Neutralität Belgiens und verneinte in einem Gutachten 1919 die Auslieferung Kaiser Wilhelms II. 1929 beschrieb er seinen politischen Standpunkt als demokratisch, liberal und „politisch links“, bis zu dem Zeitpunkt, da ihn „die Revolution mit ihren vaterlandslosen Untertönen stark nach rechts geschoben“ habe.
1920 wurde er Rektor der Universität, nachdem er den Ruf nach Leipzig als Nachfolger Wachs abgelehnt hatte. Karl Engisch:

„Als dies geschah (1920), war ich gerade Student in München und hörte bei Frank Strafprozeß. Ich erinnere mich des minutenlangen Beifalls, den das Auditorium dem zwar im Vortrage trockenen, aber doch als Lehrer und Mensch hochverehrten Manne für die Ablehnung des Leipziger Rufs spendete. Empfehlungen meines Vaters führten mich auch als Gast in das Haus Franks. Als Mittagsessen bot er den Studenten regelmäßig Kartoffelpfannkuchen, weil man die in den Gasthäusern nicht zu essen bekomme. Die Atmosphäre, die einen umfing, war von gewinnender Familiarität.“

Oft zitiert wurde sein seit 1897 erschienenen Kommentar zum Reichs-Strafgesetzbuch, der bis zu seinem Tod 18 Auflagen hatte. Im März 1934 ist er verstorben.

## Frank’sche Formeln
- Zur Unterscheidung, ob der Rücktritt vom Versuch aus autonomen oder heteronomen Motiven geschieht:

„Ich will nicht zum Ziele kommen, selbst wenn ich es könnte“ (autonom), „ich kann nicht zum Ziele kommen, selbst wenn ich es wollte“ (heteronom).
- Abgrenzung zwischen Vorsatz und Fahrlässigkeit:

- Erste Formel:

„Kommt man zu dem Ergebnis, daß der Täter auch bei bestimmter Kenntnis gehandelt hätte, […] so ist der Vorsatz zu bejahen; kommt man zu dem Ergebnis, daß er  bei bestimmter Kenntnis die Handlung unterlassen hätte, so ist der Vorsatz zu verneinen.“
- Zweite Formel:

In einem hypothetischen Urteil sage sich der Täter: „mag es so oder anders sein, so oder anders werden, auf jeden Fall handle ich.“
(Die Merksätze, „Es wird schon gutgehen!“ für bewusste Fahrlässigkeit; „Na wenn schon!“ für dolus eventualis geht der erstere auf Diethelm Kienapfel zurück.)
- zur Schuld

„Ein verbotenes Verhalten ist jemandem dann zur Schuld anzurechnen, wenn man ihm einen Vorwurf machen kann, daß er es eingeschlagen hat.“
„Schuld ist Vorwerfbarkeit.“

## Schriften
- Des Regnerus Engelhard peinliches Recht. Ein Beitrag zur Kenntniss und Beurteilung der Wolff’schen Rechtsphilosophie, Diss. Marburg 1886. – Digitalisat via Google Books[14]
- Die Wolff'sche Strafrechtsphilosophie und ihr Verhältnis zur kriminalpolitischen Aufklärung des XVIII. Jahrhunderts, Habil. Marburg 1887 – Digitalisat via Google Books[14]
- Vorstellung und Wille in der modernen Doluslehre, in: Zeitschrift für die gesamte Strafrechtswissenschaft, Band 10 (1890), S. 169–228 (Digitalisat via Google Books[14])
- Die neueren Disciplinargesetze der deutschen evangelischen Landeskirchen systematisch dargestellt, Marburg 1890 – Digitalisat via Google Books[14]
- Naturrecht, geschichtliches Recht und soziales Recht, Leipzig 1891 – Digitalisat via Google Books[14]
- Studien zum Polizeistrafrechte Giessen 1897 – Digitalisat via Google Books[14]
- Das Strafgesetzbuch für das Deutsche Reich nebst dem Einführungsgesetze herausgegeben und erläutert von Dr. Reinhard Frank […]
  - [Erste Auflage], Leipzig: Hirschfeld, 1897 – Digitalisat via Google Books[14]
  - Zweite, neu bearbeitete Auflage, Leipzig: Hirschfeld, 1901 – Digitalisat via Internet Archive
  - Dritte und vierte, neu bearbeitete Auflage, Leipzig: Hirschfeld, 1903 – Digitalisat via Google Books[14]
  - Fünfte bis siebente, neu bearbeitete Auflage, Tübingen: Verlag von J. C. B. Mohr (Paul Siebeck), 1908 – Digitalisat via Google Books[14] und via Internet Archive
  - 18. Auflage Tübingen 1931
    - Nachdruck der 18. Auflage, Frankfurt am Main: Keip, 1975
- Strafrechtliche Fälle […]
  - 1. Auflage 1897
  - Strafrechtliche Fälle zum akademischen Gebrauch. Von Dr. Reinhard Frank, Professor der Rechte in Tübingen. Vierte, umgearbeitete Auflage, Gießen: Töpelmann, 1908 – Digitalisat via Google Books[14]
  - Strafrechtliche Fälle für Übungen an Universitäten und bei Justizbehörden. Achte, neu bearbeitete Auflage, Gießen: Töpelmann, 1927
  - 9. Auflage Giessen 1933
- Der Kampf um ein deutsches Auslieferungsgesetz; unter besonderer Berücksichtigung des Gesetzes der freien Stadt Frankfurt vom 6. Juni 1866, Berlin
- Mitherausgeber der Zeitschrift Pitaval der Gegenwart, die ab 1904 erschienen ist[15]
- Über den Aufbau des Schuldbegriffs. Von Reinhard Frank. Ord. Professor der Rechte in Tübingen, Gießen: Alfred Töpelmann, 1907 – Digitalisat via Google Books[14]
  - Nachdruck mit einer Einführung von Hans Joachim Hirsch, Berlin: Berliner Wissenschafts-Verlag, 2009 (= Juristische Zeitgeschichte Taschenbücher, Band 2)
- Vergeltungsstrafe und Schutzstrafe; Die Lehre Lombrosos, Tübingen 1908 – Digitalisat via Internet Archive
- Die belgische Neutralität, Tübingen 1915.
- Das Seekriegsrecht in gemeinverständlichen Vorträgen, Tübingen 1916.
- Das Saargebiet im Friedensschluss, München 1919.
- Kann Kaiser Wilhelm II, ausgeliefert werden? (Gutachten im Auftrag der Deutschen Burschenschaft), Berlin 1919.
- Wesen und Tragweite der Neutralitätsgesetze; Rede zum Antritt des Rektorats der Universität München im Winter-Semester 1920/21, München 1921.
- Festgabe für Reinhard von Frank zum 70. Geburtstag, Band I und II, Tübingen 1930 (Neudruck 1969).
- Beziehungen zwischen Naturwissenschaften und Jurisprudenz, Leipzig 1931.